# Província de Guantánamo
|  | Per a la base militar dels Estats Units i el camp de detenció, vegeu Badia de Guantánamo. Per a la ciutat capital de la província, vegeu Guantánamo |

Guantánamo, Cuba, és la província més oriental de l'illa. La seva capital es troba a la ciutat de Guantànamo. La província limita amb la base marítima estatunidenca de la Badia de Guantánamo.
Té una àrea de 6.176 km² i posseïx una població de 508.576 habitants (1996), dels quals 208.000 corresponen a la capital. És la província desena per la seva extensió i l'onzena per la seva població.
A aquesta regió hi predomina el relleu amb elevacions cap al nord i a l'est nord-est, les muntanyes de Nipe-Sagua-Baracoa amb una altura predominant a la Serra del Curial, El Gato (1.181 m); al sud-oest hi ha part de la Sierra Maestra que s'alterna amb valls com les de Guantànamo, Guaso i Sabanalamar.
La llacuna principal és La Salada i els embassaments més grans en són La Yaya i el Jaibo.
L'arquitectura de Guantànamo i la seva cultura són diferents de les de la resta de Cuba. La província és només a 80 km del punt més proper d'Haití, creuant el Pas Windward.
Guantànamo té també un nombre alt d'immigrants de Jamaica, raó per la qual molts edificis són comparables amb els del barri francés de Nova Orleans.
Les muntanyes Nipe-Sagua-Baracoa dominen la província, dividint tant el clima com el paisatge. La costa septentrional és la regió més humida de l'illa, la meridional n'és la més càlida.